# Saint-Aubin-le-Cauf
Saint-Aubin-le-Cauf – miejscowość i gmina we Francji, w regionie Normandia, w departamencie Sekwana Nadmorska.
Według danych na rok 1990 gminę zamieszkiwało 747 osób, a gęstość zaludnienia wynosiła 74 osoby/km² (wśród 1421 gmin Górnej Normandii Saint-Aubin-le-Cauf plasuje się na 320. miejscu pod względem liczby ludności, natomiast pod względem powierzchni na miejscu 344.).